# Caroline Catz

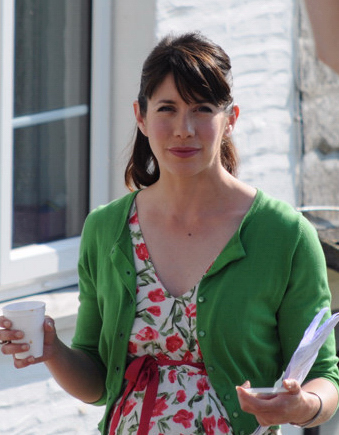
Caroline Catz bei Dreharbeiten zu Doc Martin (2009)

Caroline Catz (* 19. Oktober 1970 in Manchester, Greater Manchester als Caroline Caplan) ist eine britische Schauspielerin.

## Leben
Caroline Catz wurde 1970 als Caroline Caplan in der nordwestenglischen Industriemetropole Manchester geboren. Als sie feststellte, dass es bereits eine Schauspielerin namens Caroline Caplan gab, entschloss sie sich den Künstlernamen Caroline Catz anzunehmen. Ihre Schauspielkarriere begann sie nach Absolvierung der renommierten Royal Academy of Dramatic Arts in London 1991. Als Theaterschauspielerin ist Caroline Catz vorwiegend im Londoner West End tätig. Ihre Tätigkeit vor der Kamera beschränkt sich fast ausnahmslos auf Fernsehfilme und Fernsehserien. Ihre Rolle der DI Helen Morton in der ab 2012 im ZDF ausgestrahlten Fernsehserie Inspector Banks machte sie auch im deutschsprachigen Raum bekannt. 
Während der Dreharbeiten zu der Fernsehserie The Bill lernte Caroline Catz den Schauspielkollegen Michael Higgs kennen. Die beiden sind verheiratet und haben einen Sohn (* 2001) und eine Tochter (* 2006).

## Filmografie (Auswahl)
- 1991: The Upper Hand (Fernsehserie, Folge 3x04)
- 1992: Richter ohne Skrupel (The Guilty, Fernsehfilm)
- 1994: Peak Practice (Fernsehserie, Folge 2x04)
- 1994–1997: All Quiet on the Preston Front (Fernsehserie, 19 Folgen)
- 1998–2000: The Bill (Fernsehserie, 8 Folgen)
- 1999–2003: The Vice (Fernsehserie, 28 Folgen)
- 2003: Real Men
- 2004–2005: Murder in Suburbia (Fernsehserie, 12 Folgen)
- 2004–2022: Doc Martin (Fernsehserie, 79 Folgen)
- 2008: A Postcard from Brighton (Kurzfilm)
- 2010: Agatha Christie’s Marple (Fernsehserie, Folge 5x03: Die blaue Geranie (The Blue Geranium))
- 2012: I, Anna
- 2012–2016: Inspector Banks (DCI Banks, Fernsehserie, 24 Folgen)
- 2014: Horizon (Dokumentarserie; Sprechrolle)
- 2015: Rosamunde Pilcher – Ein einziger Kuss (Fernsehfilm)
- 2016: I Want My Wife Back (Fernsehserie, 6 Folgen)
- 2018: Das blutrote Kleid (In Fabric)
- 2020: McDonald & Dodds (Fernsehreihe, Folge 1x02: Die Leiche hing am Wasserrohr (A Wilderness of Mirrors))
- 2020: Delia Derbyshire: The Myths and Legendary Tapes
- 2021: The Canterville Ghost (Fernsehserie, 4 Folgen)
- 2023: Ein Funken Hoffnung – Anne Franks Helferin (A Small Light, Fernsehserie, 7 Folgen)
- 2024: The Extraordinary Miss Flower